# Пуеуэ (озеро)
Пуеуэ (исп. Puyehue ) — озеро на юге Чили. Открыто в 1553 году Франсиско де Вильягра. Расположено в 870 км к югу от чилийской столицы Сантьяго на чилийской стороне Анд. Площадь озера в настоящее время — 164 км². Находится на высоте 212 м над уровнем моря. Наибольшая глубина 123 м. Ледникового происхождения. На озере находятся острова Куикуи и остров Фресия. У восточной оконечности озера находится одноимённый посёлок. Крупнейший населённый пункт — Энтре-Лагос с населением около 4 тысяч человек расположен на юго-западном берегу. По южному берегу проходит международная автомобильная дорога, соединяющая чилийскую провинцию Осорно и аргентинскую Неукен.

Озеро Пуеуэ — в центре карты